# إريك إس. كريستنسن
إريك إس. كريستنسن (بالإنجليزية: Erik S. Kristensen) هو ضابط بحري أمريكي، ولد في 15 مارس 1972، وتوفي في 28 يونيو 2005 في أفغانستان.